# Jixin
Jixin, est un astérisme de l'astronomie chinoise. Il est décrit dans le traité astronomique du Shi Shi, qui décrit les astérismes composés des étoiles les plus brillantes du ciel. Il se compose d'une unique étoile située dans la constellation occidentale des Gémeaux.

## Composition de l'astérisme
Jixin est situé immédiatement à l'est de Beihe, une des deux composantes de Nan bei he, symbolisant deux affluents du fleuve céleste Tianhe, la Voie lactée. Les étoiles composant Beihe sont au nombre de trois, à savoir α Geminorum (Castor), β Geminorum (Pollux) et ρ Geminorum. La seule étoile susceptible de composer Jixin semble être, par élimination ϕ Geminorum (magnitude apparente 5,0) : plus au nord de ϕ Geminorum se trouve la constellation du Lynx, totalement dépourvue d'étoiles brillantes, et au sud se trouve κ Geminorum, dont l'appartenance à un autre astérisme, Wuzhuhou semble relativement établie.

## Symbolique
Jixin représente des réserves de bois mort. L'astérisme doit probablement son origine au fait qu'il est situé en bordure de Beihe, qui symbolise une vallée où campe une garnison. Il représente donc une partie des stocks de l'armée, au même titre que l'astérisme voisin, Jishui, qui lui représente des réserves d'eau.

## Astérismes associés
Il n'y a pas beaucoup d'astérismes directement associés à Jixin autres que ceux cités ci-dessus, sans doute du fait que toute la partie située au nord est dépourvue d'étoiles brillantes.